# Condado (Paraíba)
Condado is een gemeente in de Braziliaanse deelstaat Paraíba. De gemeente telt 6.925 inwoners (schatting 2009).
De gemeente grenst aan Paulista (Paraíba), Vista Serrana, Malta (Paraíba), Catingueira, Cajazeirinhas, São Bentinho en Pombal.